# 현란무답제 더 마즈 데이브레이크
《현란무답제 더 마즈 데이브레이크》(일본어: 絢爛舞踏祭ザ･マーズ･デイブレイク)는 플레이스테이션2 게임 현란무답제를 배경으로 한 일본 애니메이션이다. 하지만 게임 발매보다 1년 정도 선행 방송되었다.
원작인 게임의 과거를 배경으로 하기 때문에 게임에는 없는 인물인 그람 리버와 베스티모나 로렌이 주인공이다.
대한민국에서는 투니버스에서 2006년 11월 11일부터 자막 방송했다.

## 줄거리
사람이 사는 땅이 없는 화성에서 대부분 사람들은 화성의 대부분을 차지하는 광대한 바다에서 잠수함으로 산다. 이 물을 둘러싸고 지구까지 말려들게 한 우주전쟁이 끝난 시점에서 시작한다. 우연히 해적함 여명호에 탑승하게 된 그람 리버와 군인이 된 그의 소꼽 친구 베스티모나의 이야기다.

## 등장인물
- 그람 리버 (Gram River, グラム・リバー)

주인공으로 화성에서 아르바이트로 연연하며 살지만 걱정없이 살아왔다. 우연히 여명호에 탑승해 RB 파일럿과 요리사를 맡게 된다. 빈민가에서 살아와 생활력이 강하고 무엇이 나쁘고 좋은지 구분 할 줄 안다. 이상한 펜던트를 들고 다닌다. 베스티모나와 어릴 적 친구다. (성우 : 세키 토모가즈)
- 베스티모나 로렌 (Vestemona Lauren, ベステモーナ・ローレン)

그람과 같이 빈민가에서 자랐으나 15살 때 화성대기업 로렌가에 입양되었다. 화성방위군이 되어 화성으로 돌아온다. 차갑고 냉정한 성격으로 보이지만 사실 이해할 줄 알고 따뜻하다. 해적이 된 그람을 잡아야 할 입장이지만 자신도 모르게 도와 준다. (성우 : 쿠와시마 호우코)
- 야가미 아리안 (ヤガミ・アリアン)

여명함의 RB 파일럿으로 별명이 사신(死神)이 정도로 실력이 뛰어나다. 그람 리버를 한번에 알아보고 여명함으로 데리고 온 장본인이다. 카토 타키가와 주니어가 잘 따르고 존경하는 인물. (성우 : 야마노이 진)
- 아키리즈 폴란드우드 (Achillies Polandwood, アキリーズ・ポーランドウッド)

애칭은 아키. 어느 정도의 실력은 갖춘 RB 파일럿. 단순한 성격이다. (성우 : 야마자키 타쿠미)
- 엘리자베스 리어티 (Elizabeth Liati,エステル・エイン艦氏族・アストラーダ)

여명함의 선장이다. 선장으로서 능력이 월등해 선원들의 신임이 두텁다. (성우 : 이치죠 미유키)
- 에스텔 에인 아스트라다 (Ester Ein Astrada, エステル・エイン艦氏族・アストラーダ)

어린 소녀로 보이지만 실제 나이는 140세. 부선장을 맡고 있다. (성우 : 오리카사 후미코)
- 포이포이다 (Poipoider, ポイポイダー)

밴드와일카의 수컷으로 돌고래의 모습이다. 슈츠를 입고 있을 땐 인간의 언어가 가능하지만 벗으면 그저 돌고래의 울음소리를 낼 뿐이다. (성우 : 야나카 히로시)
- 에노라 타프트 (Enora Taft, エノラ・タフト)

지구대통령의 딸. 화성 관광 중 학생혁명가에 납치되었다가 여명호 덕분에 탈출한다. 하지만 다시 놀아가지 않고 눌러 앉는다. 그람 리버를 좋아한다. (성우 : 무라타 아키노)
- 카토 타키가와 주니어 (小カトー・タキガワ)

RB 매니아로 파일럿을 꿈꾸지만 매번 좌절하고 만다. 너무 쉽게 RB를 타게 되는 그람 리버를 싫어하지만 나중에는 호감을 갖게 된다. 히가시하라 메구미를 좋아한다. (성우 : 사카구치 다이스케)
- 히가시하라 메구미 (東原恵)

카토 타키가와 친구로 몸이 허약하다. 사람의 마음, 물건의 마음을 읽는 능력이 있다. (성우 : 호리에 유이)
- 큐베르네스 (キュベルネス)

해적들 사이에도 악덕 해적으로 유명하다. 홀로 활동하며 돈 되는 일이면 닥치는 대로 한다. (성우 : 후지와라 케이지)
- 클라라 드 시라누 (クララ・ド・シレーヌ)

고양이이지만 목걸이에 통역기기가 있어 사람들과 말이 통한다. 갑판장이다. (성우 : 효도우 마코)
- 마키 (MAKI)

여명호를 총 관리하는 AI다. 한번 해킹을 당한 적이 있다. (성우 : 타카시마 가라)

## 음악
- 오프닝 테마 : G★B쉘터 - Take★Back
- 엔딩 테마 : 츠마부키 타카시 츠키 - アオイタビビト (푸른 방랑자)